# Calosota incognita
Calosota incognita är en stekelart som beskrevs av Nikol'skaya 1952. Calosota incognita ingår i släktet Calosota och familjen hoppglanssteklar. Inga underarter finns listade.